# Eloy Fernández Porta
Eloy Fernández Porta (Barcelona, 1974) es un escritor y ensayista español.

## Biografía
Nacido en el distrito barcelonés de Sarrià en 1974, hijo del también ensayista Francisco Fernández Buey. Le fue concedido el Premio Anagrama en 2010 y Premio Ciudad de Barcelona de Ensayo 2012, es autor de dos libros de relatos, una antología en coedición y cuatro ensayos de crítica cultural y ha sido traducido al inglés, francés y portugués.
Licenciado en Humanidades por la Universidad Pompeu Fabra de Barcelona, donde es profesor de Nuevas Formas y Nuevos Ámbitos Literarios, ha sido becario doctoral en Boston College y Fellow Lecturer en Duke University y ha impartido talleres y seminarios en A*Desk, Istituto Europeo di Design, Architectural Association, UNAM, Universidad de Los Andes, Universidad Distrital Francisco José de Caldas y Universidad Externado, así como en las sedes del Centro Cultural de España en Lima, México DF y Córdoba (Argentina). Ha colaborado como crítico cultural en revistas como aB, Ajoblanco, Lateral, The Iowa Review, The Barcelona Review, Quimera "EXITBook" o "Fluor". Ha comisariado dos ediciones del encuentro literario Neo 3 en el Palau de la Virreina de Barcelona. 
Es autor de spoken word y ha llevado a cabo cuatro performances basadas en sus libros: Afterpop, Homo Sampler Session, €®O$ Session y Rulers of Your Feelings. Ha colaborado con artistas como Aggtelek, Mireia Saladrigues y Diana Pornoterrorista, y con el escritor Agustín Fernández Mallo, en el dúo Afterpop Fernández & Fernández.
En el terreno del arte, ha participado como comisario en dos ediciones de Barcelona Producció, ha realizado tareas comisariales para Arts Santa Mònica y la Sala d'Art Jove y ha escrito textos para catálogos de Clotilde Viannay, Gino Rubert, Oriol Vilanova, Efrén Álvarez, Pablo Gallo y Carlos Albalá.

### Libros de relatos
- Los minutos de la basura (Montesinos, 1996)
- Caras B. De la música de las esferas (Debate, 2001)

### Ensayos
- Afterpop. La literatura de la implosión mediática (Berenice, 2007; Anagrama, 2010)
- Homo sampler. Tiempo y consumo en la era afterpop (Anagrama, 2008)
- €®O$. La superproducción de los afectos (Anagrama, 2010; Premio Anagrama)
- Emociónese así. Anatomía de la alegría (con publicidad encubierta) (Anagrama, 2012, Premio Ciudad de Barcelona de Ensayo)
- En la confidencia. Tratado de la verdad musitada (Anagrama, 2018)
- L'art de fer-ne un gra massa. Una història cultural de la saforologia, a partir de l’obra d’Oriol Vilanova (Anagrama, 2018)
- Las aventuras de Genitalia y Normativa (Anagrama, 2021)
- Los brotes negros. En los picos de ansiedad (Anagrama, 2022)

### Antologías (coautor)
- Golpes. Ficciones de la crueldad social (DVD, 2004; junto con Vicente Muñoz Álvarez)

### Antologías (incluido)
- Nueve narradores de ahora
- Aftter Hours
- Invasores de Marte
- Gaborio
- Extramares
- Amor Global
- A-Way With it: Contemporary Innovative Fiction
- Fiction International
- Narradors Contemporanis
- Mutantes
- Resaca = Hank over : un homenaje a Charles Bukowski
- Blak Ice
- El lugar de Piglia
- Todd Solondz. En los suburbios de la felicidad
- Odio Barcelona
- Beatitud

## Premios
| Predecesor: Jesús Ferrero | Premio Anagrama 2010 | Sucesor: Vicente Serrano |

| Predecesor: Sandra Santana | Premio Ciudad de Barcelona 2012 | Sucesor: Enric Iborra |